# Гаврилакис, Николаос
Николаос Гаврилакис (род. 23 марта 1955) — греческий шахматист, международный мастер (1988), международный судья (1983) и тренер.
В составе сборной Греции участник 6-и Олимпиад (1974, 1982—1990) и 9-го командного чемпионата Европы (1989) в Хайфе.

## Изменения рейтинга
| Графики недоступны из-за технических проблем. См. информацию на Фабрикаторе и на mediawiki.org. |